# 特殊舟艇隊
舟艇特勤團（縮寫：SBS），亦譯特別舟艇部隊、特別舟艇中隊、特別海勤部隊、 特別海勤團、特種海勤團等，是英國皇家海軍的特種部隊單位。該單位最早可追溯到二次大戰期間於1940年成立的英國陸軍特別舟艇部門。二戰過後，英國皇家海軍陸戰隊於1951年成立了特別舟艇連（Special Boat Company），並於1974年改名為“特別舟艇中隊”（Special Boat Squadron），在1987年7月28日確立其水上反恐職責後再度改名為“舟艇特勤團”（Special Boat Service）並一直沿用至今。
舟艇特勤團為英國特種部隊內的水上特種部隊單位，它被描述為英國陸軍第22空降特勤團的姊妹部隊，這兩支部隊目前都是由特種部隊總監（Director Special Forces）所指揮。2001年10月，英國皇家海軍陸戰隊把特別舟艇部隊的全面指揮權轉交到英國皇家海軍，並保留著部隊專用的綠色貝雷帽。2003年11月18日，特別舟艇部隊獲得了刻有“力量與智慧兼備”（By Strength and Guile）字樣的帽徽。特別舟艇部隊原先只招募皇家海軍陸戰隊的士兵，因此該部隊大部份隊員也是來自皇家海軍陸戰隊，而現在則已開放給英國軍隊所有部門的士兵。
世界多國海事特種部隊都以特種舟艇部隊為楷模，例如香港警務處特別任務連水上攻擊隊等就是師承特種舟艇部隊而成立的。

## 架構
- 舟艇特勤團
  - C營：負責涉及游泳及划艇的行動。
  - M營：負責海上反恐及涉及登船的行動。
    - 黑色小組（英文：Black Group）：專門負責從直昇機攻擊的行動。

  - S營：負責涉及小型浮水舟划及微型潛艇的行動。
  - X營：
  - 舟艇特勤團後備隊：為正規舟艇特勤團隊員提供輔助力量。

## 崗位
舟艇特勤團的主要崗位為“監視式偵察”，包括資料回報及對目標的捕獲；“進攻行動”，包括：為空襲、火炮和艦炮射擊進行定向、指定精準打擊，使用內置武器和爆破；以及“支援和影響”，主要聚焦於海外訓練任務。他們也會提供緊急應變軍事反恐小隊和水上反恐小隊。
舟艇特勤團的任務性質跟特種空勤團十分相近，然而由於前者為英國特種部隊中唯一來自海軍的單位，因此他們都具備著跟水上作戰、沿岸作戰和兩棲作戰相關的額外訓練和裝備。另外，兩支部隊都有著相同的選拔制度，並在聯合訓練和行動時顯得更加有利。
舟艇特勤團有四支中隊，分別為：C、Z、M和X中隊，它們都被編定為執行一般任務，並會輪換為執行水上反恐任務。舟艇特勤團也會在陸上行動，他們有著在阿富汗的高山和伊拉克的沙漠執行任務的經驗。其在陸上的主要任務包括：收集情報、反恐作戰、對敵軍基礎設施進行破壞和崩解、搜捕特定人物、為政治人物和軍方人員進行貼身保護，以及在外國領土上的偵察和直接行動。

## 已知裝備

### 個人武器
SBS採用的武器大致上跟SAS相同。

#### 手槍
| 武器名稱       | 原產地 | 備註   |
| -------------- | ------ | ------ |
| L9A1           | 比利时 | 已退役 |
| L105A1／L105A2 | 德国   | 已退役 |
| L107A1         | 德国   | 已退役 |
| L131A1         | 奥地利 | -      |
| L137A1         | 奥地利 | -      |

#### 衝鋒槍
| 武器名稱   | 原產地 | 備註   |
| ---------- | ------ | ------ |
| 史特林     | 英国   | 已退役 |
| MAC M-10   | 美国   | 已退役 |
| HK MP5系列 | 德国   | 已退役 |

#### 步槍／卡賓槍
| 武器名稱          | 原產地 | 備註                   |
| ----------------- | ------ | ---------------------- |
| M16／M16A1／M16A2 | 美国   | 已退役                 |
| L119A1            | 加拿大 | 具15.7寸或10寸槍管版本 |
| L119A2            | 加拿大 | 具16.5寸或10寸槍管版本 |
| SIG MCX           | 美国   | -                      |
| L403A1            | 美国   | -                      |

#### 狙擊步槍
| 武器名稱       | 原產地 | 備註 |
| -------------- | ------ | ---- |
| 精密國際AW系列 | 英国   | -    |
| HK417          | 德国   | -    |

#### 輕機槍／通用機槍
| 武器名稱       | 原產地 | 備註 |
| -------------- | ------ | ---- |
| L110A1／A2 SAW | 比利时 | -    |
| L7 GPMG        | 英国   | -    |

#### 霰彈槍
| 武器名稱  | 原產地 | 備註     |
| --------- | ------ | -------- |
| 雷明登870 | 美国   | 用作破門 |

#### 榴彈發射器
| 武器名稱     | 原產地 | 備註                    |
| ------------ | ------ | ----------------------- |
| M203         | 美国   | 安裝在M16護木下，已退役 |
| HK AG-C/EGLM | 德国   | 安裝在C8護木下          |

### 個人裝備
- 作戰服
  -  黑色工作服（已退役）
  -  DPM迷彩（英语：Disruptive Pattern Material）（已退役）
  -  沙漠迷彩制服（英语：Desert Camouflage Uniform）（已退役）
  -  陸軍作戰服（通用迷彩樣式；已退役）
  -  Crye Precision G2 UKSF Custom／G3作戰服（Multicam或黑色樣式）
  -  Platatac製阿富汗國安局ERDL迷彩服（阿富汗戰爭時期與阿富汗國安局聯合行動期間使用）
- 戰術頭盔
  -  Gentex TBH（已退役）
  -  AC-900系列（已退役）
  -  Crye Precision Airframe Helmet（已退役）
  -  Ops-Core FAST Maritime（Multicam塗裝）
- 抗噪耳機
  -  3M Peltor Comtac XPI
  -  Ops-Core AMP
- 攜板背心
  -  MSA Paraclete RMV（已退役）
  -  Crye Precision JPC／JPC 2.0（Multicam樣式）
  -  Crye Precision AVS（Multicam樣式）
- 夜視儀
  -  AN/PVS-21
  -  AN/PVS-15
  -  Excelitas KESTREL BNVD
  -  GPNVG-18（僅有限測試）
- 各種手榴彈
- 求生刀
- 蛙鞋
- 安全吊帶
- 戰靴
- 潛水裝備
- 防毒面具
- 無線電

## 相關參見
- 水上攻擊隊
- 海豹部隊
- 美國海軍特種作戰開發組
- 陸戰隊水中爆破中隊
- 第13突擊隊
- 大韓民國海軍特戰戰團